# Malicia (film)
Pour les articles homonymes, voir Malicia.
Pour plus de détails, voir Fiche technique et Distribution.
Malicia (Malizia) est un film italien réalisé par Salvatore Samperi et sorti en 1973.
Avec plus de 5 milliards de lires de recette pour plus de 11 millions d'entrées, le film est 3e au box-office Italie 1972-73 et l'un des plus grands succès des comédies érotiques à l'italienne qui a servi de modèle à de nombreux films du genre. Ce fut le plus grand succès commercial de Salvatore Samperi et l’affirmation de Laura Antonelli comme symbole du cinéma érotique.

## Synopsis
À Acireale dans la province de Catane en Sicile, années soixante. Le marchand de vêtements Ignazio La Brocca, veuf avec trois enfants, prend une nouvelle bonne à tout faire, Angela, qui débute le jour même de l'enterrement de sa femme. Ignazio constate au fil des jours qu’Angela assure un service épatant. De plus, elle a des manières modestes et aussi un corps parfait. La femme idéale pour se remarier, en somme !
La maison se remplit de gaieté, mais bien vite, Angela suscite l'intérêt des deux jeunes gens les plus âgés de la famille. Anthony l'aîné, dix-huit ans, voit ses avances repoussées. Nino, dans les quatorze ans, tombe profondément amoureux de la jeune femme mais constate aussi les intentions de son père et n’a alors de cesse d’essayer de les entraver. Il affirme qu’il a des cauchemars, qu'il voit des apparitions du fantôme de sa mère, déclenchant des cris et des pleurs, toutes les nuits. Il use même de son influence pour gagner l’opposition de sa grand-mère maternelle au mariage. Ignazio obtient finalement le consentement de sa mère. Une nuit d'orage, alors qu'Ignazio est absent de la maison, Angela, mise à bout par l’escalade des jeux érotiques auxquels Nino l’a forcée, se plie finalement à la volonté du garçon et se donne entièrement à lui. Guéri de son obsession, l'adolescent renonce à toute entrave au mariage d’Ignazio et d’Angela, qui peut enfin être célébré.

## Fiche technique
- Réalisation : Salvatore Samperi

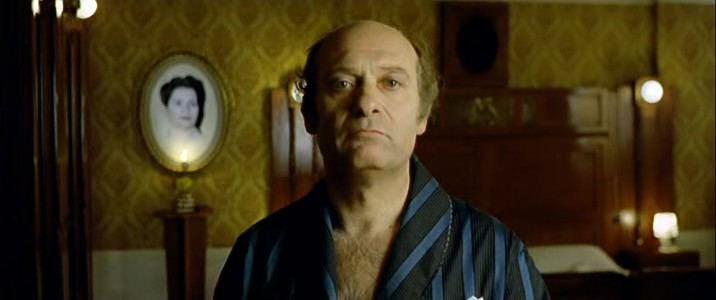
Turi Ferro dans une scène du film.

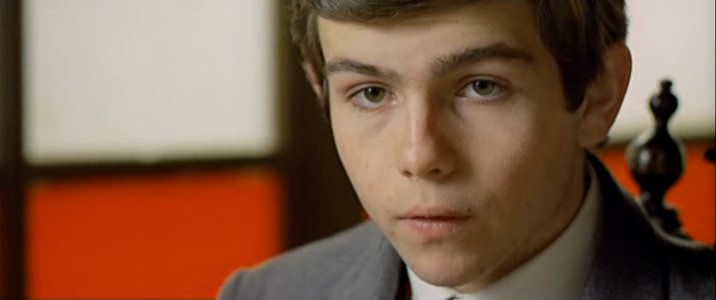
Alessandro Momo dans une scène du film.

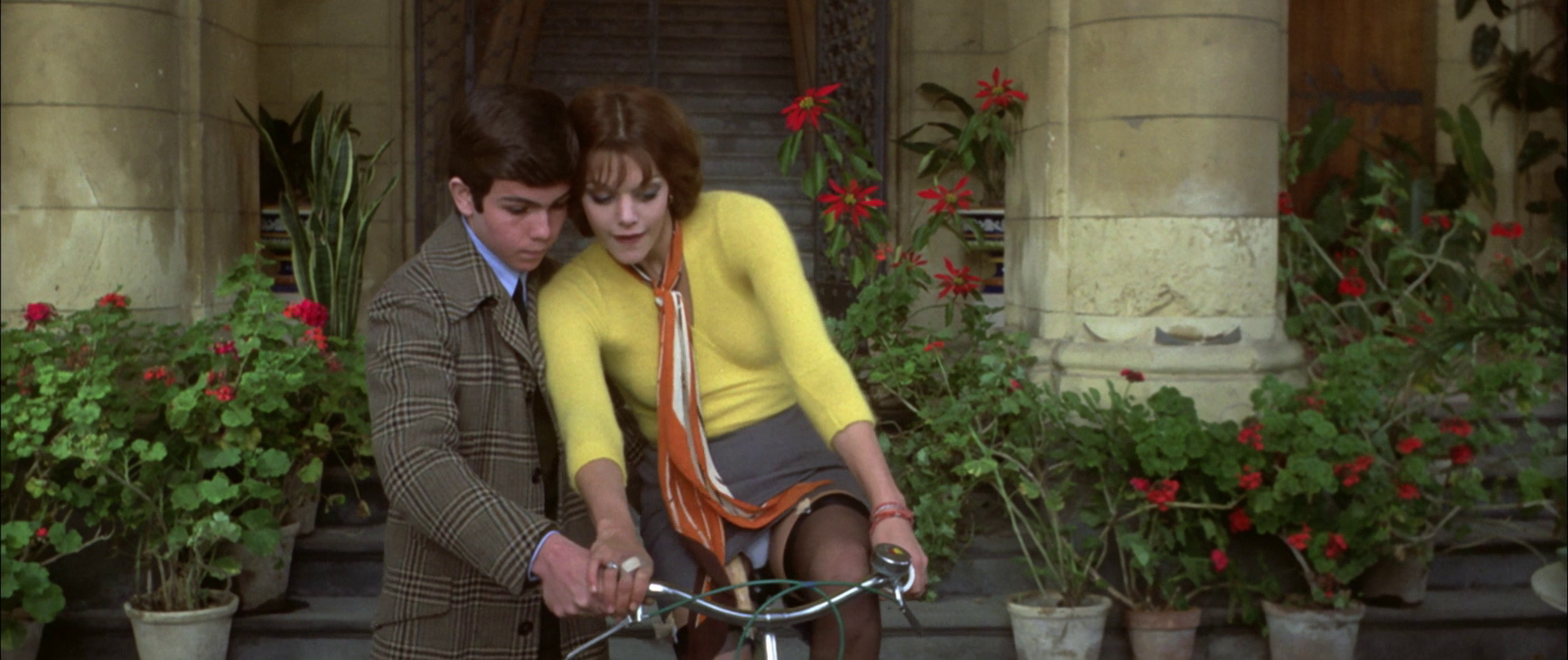
Alessandro Momo et Tina Aumont dans une scène du film.

- Scénario : Ottavio Jemma (en), Salvatore Samperi et Alessandro Parenzo
- Producteur : Silvio Clementelli (Clesi Cinematografica)
- Musique : Fred Bongusto (arrangements José Mascolo)
- Montage : Sergio Montanari
- Directeur de la photographie : Vittorio Storaro
- Costumes : Ezio Altieri
- Genre : Comédie
- Durée : 98 minutes
- Pays :  Italie
- Date de sortie :
  -  Italie (Saint-Vincent) : 25 mars 1973
  -  France : 9 janvier 1974
- Affiche : Jacques Vaissier (France)

## Distribution
- Laura Antonelli (VF : Évelyn Séléna) : Angela La Barbera
- Turi Ferro  (VF : André Valmy) : Ignazio La Brocca
- Alessandro Momo (VF : Gilles Laurent) : Nino La Brocca
- Tina Aumont : Luciana Puglisi
- Lilla Brignone : la grand-mère
- Pino Caruso : Don Cirillo
- Angela Luce  (VF : Paule Emanuele) : veuve Ines Corallo
- Stefano Amato : Stefano Puglisi "Porcello"
- Gianluigi Chirizzi : Antonio La Brocca
- Grazia di Marza : Adelina
- Massimiliano Filoni : Enzino La Brocca
- Michel Gudin : le commissaire (voix)

## Autour du film
- Samperi proposa pendant deux ans le scénario du film aux plus gros producteurs et acteurs italiens de premier plan comme Ugo Tognazzi ou Nino Manfredi, sans succès[réf. souhaitée].
- Le producteur Silvio Clementelli voulait l’actrice Mariangela Melato dans le rôle principal, mais Samperi insista pour choisir Laura Antonelli, qui venait de tourner Ma femme est un violon (Il merlo Maschio), film dans lequel l'actrice s’était généreusement dénudée et apparaissait au sommet de sa beauté[2].

## Suites du film
- L'année qui suivit le succès de Malicia, Salvatore Samperi tourna un film analogue, Péché véniel (Peccato veniale), dans lequel il reprit les mêmes acteurs (Laura Antonelli et Alessandro Momo), les mêmes auteurs (Ottavio Jemma (en) et Alessandro Parenzo) et le même compositeur (Fred Bongusto).
- En 1991, presque vingt ans après, était produit Malicia 2000, avec le même réalisateur et les mêmes principaux acteurs. Le film fut jugé « pathétique et embarrassant »[3] et se révéla un échec total au box-office. Pour l’occasion, Laura Antonelli avait utilisé des produits au collagène censés faire disparaître les rides, préconisés par un chirurgien esthétique, qui provoquèrent de graves réactions allergiques.

## Distinctions
- Calice d'Or (Grolla d'oro) 1973 meilleure actrice principale (Laura Antonelli)
- Ruban d'argent (Nastri d'argente) 1974 :
  - meilleure actrice (Laura Antonelli)
  - meilleur second rôle (Turi Ferro)
  - meilleurs costumes (Ezio Altieri)